# 関口昌一
関口 昌一（せきぐち まさかず、1953年〈昭和28年〉6月4日 -  ）は、日本の政治家。参議院議長（第34・35代）、自由民主党所属の参議院議員（5期）。
総務副大臣兼内閣府副大臣（第2次安倍内閣）、外務大臣政務官（第1次安倍内閣）、参議院文教科学委員長、埼玉県議会議員（3期）、自由民主党参議院議員会長（第30代）、同党参議院国会対策委員長などを歴任。
父は参議院議員、埼玉県歯科医師会会長を務めた関口恵造。長男は関口の第一秘書を務めている。

## 略歴

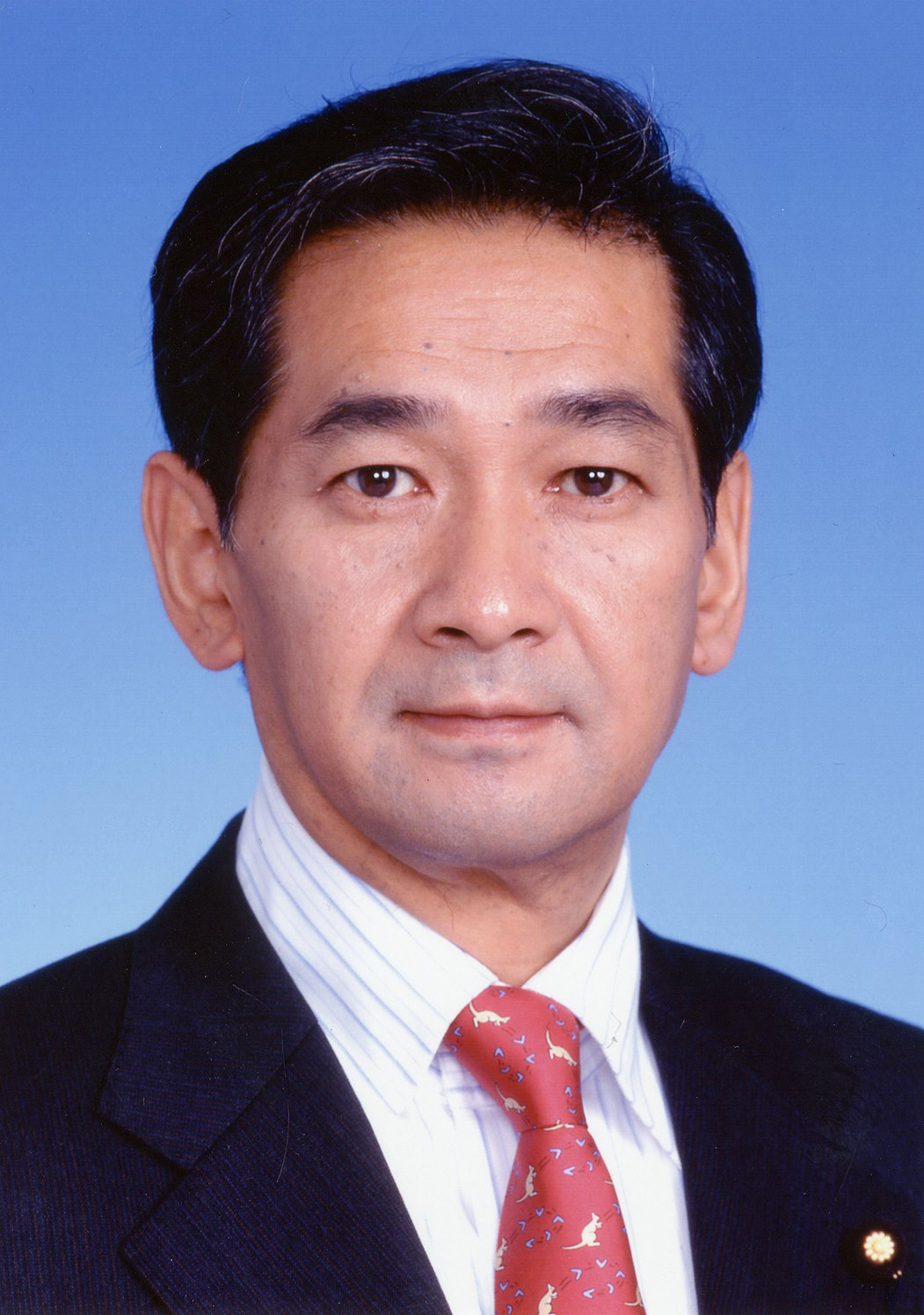
内閣広報室より公表された肖像（2003年撮影）

埼玉県秩父郡皆野町出身。日本大学豊山高等学校、城西歯科大学（現：明海大学）歯学部卒業。大学卒業後、出身地の秩父郡皆野町で歯科医院を開業。

### 埼玉県議会議員
1995年（平成7年）、埼玉県議会議員選挙に北2区（秩父郡皆野町、長瀞町、吉田町、小鹿野町、両神村、大滝村、荒川村、東秩父村）から自由民主党公認で出馬し、初当選。以後3回連続当選。

### 参議院議員

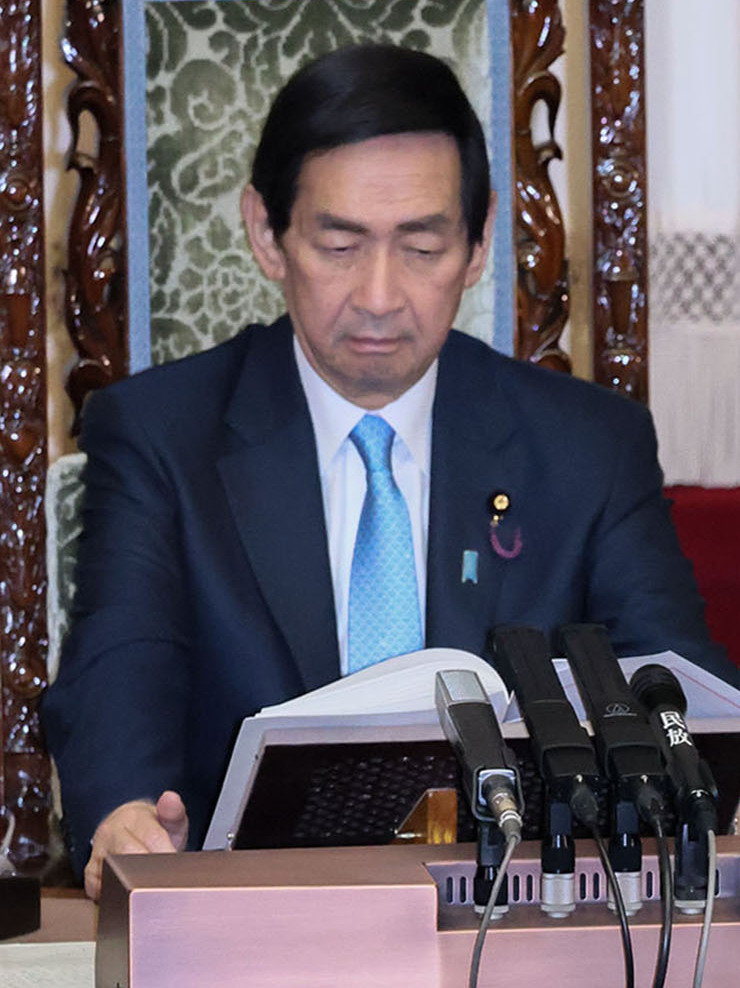
2025年1月、参議院議長席に座る関口

2003年（平成15年）、翌2004年（平成16年）の第20回参議院議員通常選挙に埼玉県選挙区から出馬する意向を表明。しかし、その直後に埼玉県選挙区選出の浜田卓二郎参議院議員が埼玉県知事選挙への出馬を表明し議員辞職したため、同年10月26日に行われた補欠選挙に出馬。民主党公認の島田智哉子、共産党公認の阿部幸代ら2人の候補者を破り、当選。
2004年（平成16年）、第20回参議院議員通常選挙に自民党公認で埼玉県選挙区から出馬し、同区2位で再選。なお、トップは前年の補欠選挙で惜敗した島田だった。
2006年（平成18年）、安倍内閣で外務大臣政務官に就任。
2010年（平成22年）、第22回参議院議員通常選挙に自民党公認で埼玉県選挙区から出馬し、同区トップで当選し3選。
2013年（平成25年）、第2次安倍内閣で総務副大臣兼内閣府副大臣に就任（ - 2014年9月）。
2016年（平成28年）、第24回参議院議員通常選挙に自民党公認で埼玉県選挙区から出馬し、同区トップで4選。
2017年（平成29年）、自民党参院国会対策委員長に就任。
2019年（令和元年）、自民党参院会長に就任。
2022年（令和4年）、第26回参議院議員通常選挙に自民党公認で埼玉県選挙区から出馬し、同区トップで5選。同年、党参院会長に再任。
2024年（令和6年）1月26日、政治資金パーティー収入の裏金問題を受け、同じく党参院幹部である、福岡資麿参院政審会長、石井準一参院国会対策委員長と共に平成研究会（茂木派）を退会することを表明。同月31日、3人は退会届を提出した。
2024年（令和6年）11月11日、この日召集された第215回国会（特別会）の初日、参議院本会議にて健康上の事由により退任した尾辻秀久の後任として第34代参議院議長に選出された。参議院議長としては初の戦後生まれ。。

## 政策・主張

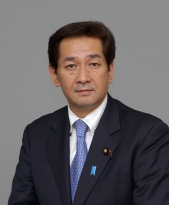
外務大臣政務官就任に際し公表された肖像（2006年）

### 憲法
- 憲法改正について、2016年のアンケートで「どちらかと言えば賛成」と回答[12]。2022年のNHKのアンケートで「賛成」と回答[13]。
- 9条改憲について、2016年の毎日新聞社のアンケートで「賛成」と回答[14]。2022年の毎日新聞社のアンケートで「改正して、自衛隊の存在を明記すべきだ」と回答[15]。9条への自衛隊の明記について、2022年のNHKのアンケートで「賛成」と回答[13]。
- 憲法を改正し緊急事態条項を設けることについて、2022年のNHKのアンケートで「賛成」と回答[13]。

### 外交・安全保障
- 「他国からの攻撃が予想される場合には先制攻撃もためらうべきではない」との問題提起に対し、2016年のアンケートで「どちらとも言えない」と回答[12]。
- 敵基地攻撃能力を持つことについて、2022年のNHKのアンケートで「賛成」と回答[13]。
- 「北朝鮮に対しては対話よりも圧力を優先すべきだ」との問題提起に対し、2016年のアンケートで「どちらとも言えない」と回答[12]。
- 安全保障関連法の成立について、2016年の毎日新聞社のアンケートで「今の法制でよい」と回答[14]。
- 普天間基地の辺野古移設について、2016年、2022年の毎日新聞社のアンケートで「賛成」と回答[14][15]。
- ロシアは2022年2月24日、ウクライナへの全面的な軍事侵攻を開始した[16]。日本政府が行ったロシアに対する制裁措置についてどう考えるかとの問いに対し、2022年のNHKのアンケートで「さらに強めるべきだ」と回答[13]。同年の毎日新聞社のアンケートで「制裁をより強めるべきだ」と回答[15]。
- 2022年6月7日、政府は経済財政運営の指針「骨太方針」を閣議決定した。NATO加盟国が国防費の目標としている「GDP比2%以上」が例示され、防衛力を5年以内に抜本的に強化する方針が明記された[17]。「防衛費を今後どうしていくべきだと考えるか」との問いに対し、2022年のNHKのアンケートで「大幅に増やすべき」と回答[13]。
- 徴用工訴訟問題や慰安婦問題などをめぐり日韓の対立が続くなか、関係改善についてどう考えるかとの問いに対し、2022年の毎日新聞社のアンケートで「韓国政府がより譲歩すべきだ」と回答[15]。

### ジェンダー
- 選択的夫婦別姓制度の導入について、2016年のアンケートで「どちらとも言えない」と回答[12]。2022年の毎日新聞社のアンケートで、選択肢以外の回答をした[15]。
- 同性婚を可能とする法改正について、2016年のアンケートで「どちらとも言えない」と回答[12]。2022年の毎日新聞社のアンケートで「反対」と回答[15]。
- クオータ制の導入について、2016年のアンケートで「どちらかと言えば反対」と回答[12]。2022年のNHKのアンケートで回答しなかった[13]。

### その他
- 永住外国人への地方参政権付与について、2016年のアンケートで「どちらかと言えば反対」と回答[12]。
- 首相の靖国神社参拝について、2016年のアンケートで「どちらかと言えば賛成」と回答[12]。
- 「治安を守るためにプライバシーや個人の権利が制約されるのは当然だ」との問題提起に対し、2016年のアンケートで「どちらとも言えない」と回答[12]。
- 「原子力発電所は日本に必要だと思うか」との問いに対し、2016年の毎日新聞社のアンケートで「当面は必要だが、将来的には廃止すべき」と回答[14]。
- 2016年の米国大統領選挙について「ドナルド・トランプとヒラリー・クリントンのどちらを支持するか」との問いに対し、2016年の毎日新聞社のアンケートで「どちらとも言えない」と回答[14]。
- 2016年2月8日、高市早苗総務大臣は、放送局が政治的公平性を欠く放送を繰り返した場合、電波法に基づき電波停止を命じる可能性に言及した[18]。安倍晋三首相は2月15日の衆議院予算委員会で野党の批判に反論し、高市の発言を擁護した[19]。政府の姿勢をどう思うかとの問いに対し、2016年の毎日新聞社のアンケートで回答しなかった[14]。
- 国会議員の被選挙権年齢の引き下げについて、2022年の毎日新聞社のアンケートで、選択肢以外の回答をした[15]。

## 献金問題
- 日本共産党の機関紙しんぶん赤旗に、関口の自民党埼玉県参院選挙区第四支部が2004年10月6日に受けた2000万円の支給が、迂回献金ではないかとの批判を受けた[20]。

## 所属団体・議員連盟
- 神道政治連盟国会議員懇談会[21]
- みんなで靖国神社に参拝する国会議員の会[21]
- 創生「日本」[21]

## 支援団体
- 全国たばこ販売政治連盟（組織推薦候補者）[22]

## 選挙歴
| 当落 | 選挙                     | 執行日         | 年齢 | 選挙区       | 政党       | 得票数     | 得票率     | 定数 | 得票順位 /候補者数 | 政党内比例順位 /政党当選者数 |
| ---- | ------------------------ | -------------- | ---- | ------------ | ---------- | ---------- | ---------- | ---- | ------------------ | ---------------------------- |
| 当   | 1995年埼玉県議会議員選挙 | 1995年4月9日   | 41   | 北2区        | 自由民主党 | 1万6418票  | 90.73%     | 1    | 1/2                | /                            |
| 当   | 1999年埼玉県議会議員選挙 | 1999年4月11日  | 45   | 北2区        | 自由民主党 | ーー票     | 無投票当選 | 1    | /1                 | /                            |
| 当   | 2003年埼玉県議会議員選挙 | 2003年4月13日  | 49   | 北2区        | 自由民主党 | ーー票     | 無投票当選 | 1    | /1                 | /                            |
| 当   | 第18回参議院議員補欠選挙 | 2003年10月26日 | 50   | 埼玉県選挙区 | 自由民主党 | 64万8319票 | 42.75%     | 1    | 1/3                | /                            |
| 当   | 第20回参議院議員通常選挙 | 2004年07月11日 | 51   | 埼玉県選挙区 | 自由民主党 | 71万8689票 | 24.79%     | 3    | 2/6                | /                            |
| 当   | 第22回参議院議員通常選挙 | 2010年07月11日 | 57   | 埼玉県選挙区 | 自由民主党 | 65万5028票 | 20.60%     | 3    | 1/10               | /                            |
| 当   | 第24回参議院議員通常選挙 | 2016年07月10日 | 63   | 埼玉県選挙区 | 自由民主党 | 89万8827票 | 29.19%     | 3    | 1/7                | /                            |
| 当   | 第26回参議院議員通常選挙 | 2022年07月10日 | 69   | 埼玉県選挙区 | 自由民主党 | 72万7232票 | 24.07%     | 4    | 1/15               | /                            |